# Sendo

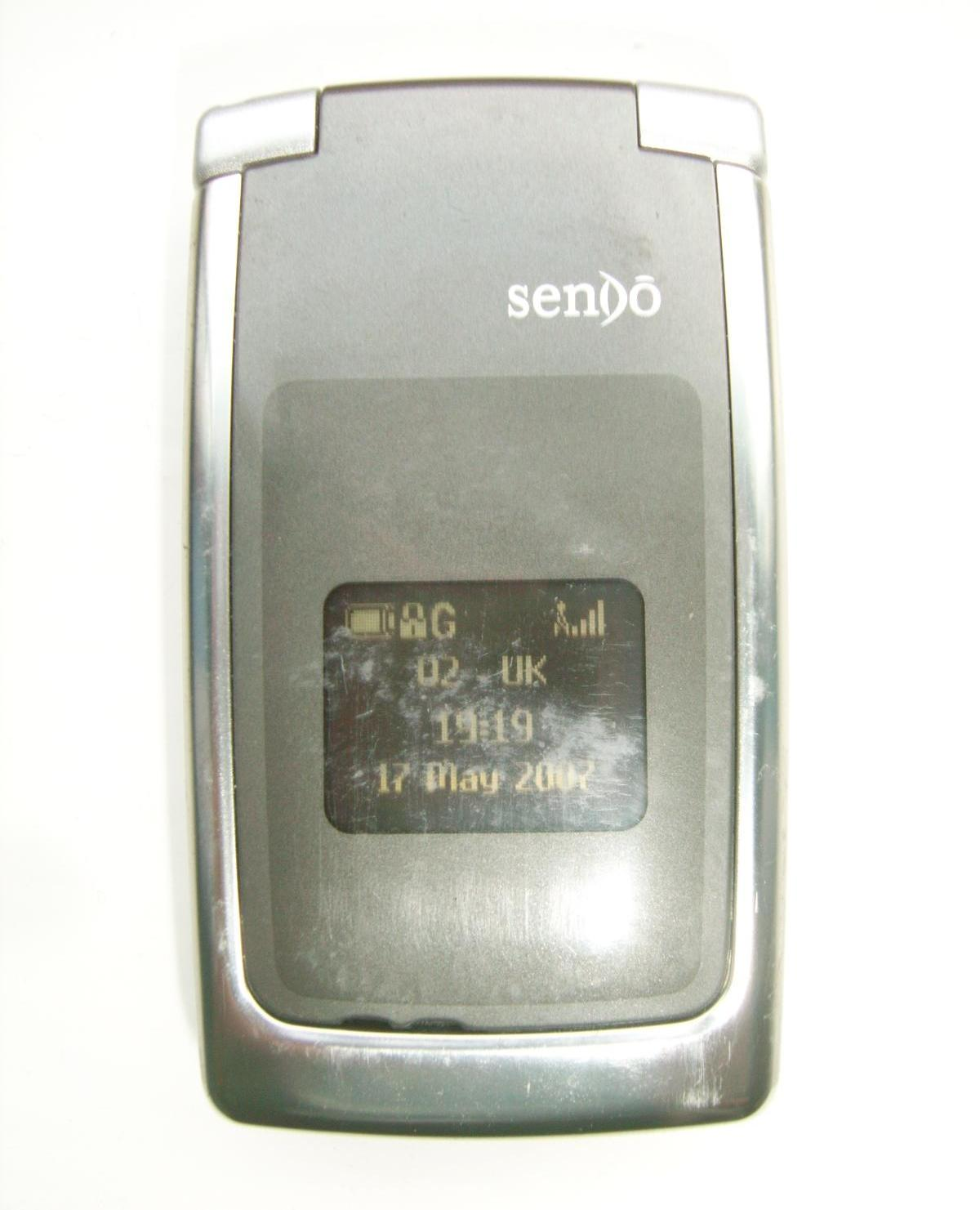
Un telefonino Sendo

La Sendo fu una società produttrice di elettronica di consumo britannica specializzata nella produzione di telefonini e smartphone, solitamente non di fascia alta caratterizzati da prezzo di vendita contenuto.